# Watch Me Burn
Watch Me Burn ist eine Grindcore-Band aus Los Angeles, USA.

## Geschichte
Gegründet wurde die Band 2000 von dem Alternative Model Sarah June Remetch und dem Ex-Fetus Eaters Gitarristen Kevin Bernier. Im gleichen Jahr veröffentlichte man das 3-Track Demo Watch Me Burn und kurz darauf das gleichnamige Debüt-Album. Ein Jahr später veröffentlichte man unter dem Titel Nihilo Sanctum Este eine Split-CD mit der Experimental-Grindcore-Band Godstomper. In den folgenden Jahren erfolgte der Release von zwei weiteren Split-CDs mit der Deathgrind-Band Fetus Eaters und der Porn- und Goregrind-Band Spermblast. 2005 veröffentlichte man als Vorab-Single des Albums At the Stake, die EP Wolf that Ate the Sun. Im gleichen Jahr veröffentlichte man unter dem Label Lost River Product die Split-CD Yaminabe Holocaust mit der japanischen Doom-Metal-Band dot(.). Im Jahre 2007 veröffentlichte die Band ihr zweites und letztes Album At the Stake. Kurz nach dem die Band ihr zweites Studio-Album produzierte, gab man die Auflösung bekannt. 2013 veröffentlichte das deutsche Indie-Label Tu Nicht Gut das 2007er Album At the Stake erneut.
Im August 2017 gab es eine Wiedervereinigung der Band, mit der Veröffentlichung, der limitierten gleichnamigen (Watch Me Burn) EP, auf dem Psycho Las Vegas Festival am 26. August 2017 auf CD und als Download über Bandcamp. Den ersten Auftritt, nach ihren Comeback nach 9 Jahren Pause, hatte die Band am 3. November 2017, in der 5 Star Bar, in Downtown Los Angeles.
Die Band besitzt mit Frontfrau und Sängerin Sarah June Remetch die erste Frau, die sich mit gutturalem Gesang einen Namen im Genre Grindcore machen konnte.

## Diskografie

### Alben
- 2002: Watch Me Burn
- 2007: At the Stake (2013 Wiederveröffentlichung)
- 2020: III (Beginning of the End)
- 2020: We Don't Deserve This World Anymore

### Demos
- 2002: Watch Me Burn
- 2005: Wolf that Ate the Sun

### EPs
- 2003: Rotten
- 2017: Watch Me Burn - 2017 Sampler

### Split-CDs
- 2003: Nihilo Sanctum Este (Split mit Godstomper)
- 2004: Split mit Fetus Eaters
- 2004: Split mit Spermblast
- 2005: Yaminabe Holocaust (Split mit dot(.))